# Leia borgmeieri
Leia borgmeieri är en tvåvingeart som beskrevs av Lane 1959. Leia borgmeieri ingår i släktet Leia och familjen svampmyggor. Inga underarter finns listade i Catalogue of Life.